# Lycaena sutleja
Lycaena sutleja är en fjärilsart som beskrevs av Moore 1882. Lycaena sutleja ingår i släktet Lycaena och familjen juvelvingar. Inga underarter finns listade i Catalogue of Life.